# البياضية (مركز)
مركز البياضية، مركز إداري مصري. يقع في محافظة الأقصر الواقعة في جمهورية مصر العربية. القاعدة الإدارية للمركز هي مدينة البياضية.